# ТЕС Riau Andalan Pulp and Paper
0°26′21″ пн. ш. 101°53′32″ сх. д. / 0.43917° пн. ш. 101.89222° сх. д.
ТЕС Riau Andalan Pulp and Paper – теплова електростанція на індонезійському острові Суматра, яка відноситься до комплексу целюлозно-паперового комбінату. 
У 1995 році розпочав роботи целюлозний комбінат компанії Riau Andalan Pulp and Paper (належить до APRIL group), який має власне потужне енергетичне господарство, що пройшло кілька етапів розвитку. Станом на 2008 рік воно включало 4 содорегенераційні котла, які спалюють чорний натр (суміш органічних та неорганічних речовин, що залишається після варки целюлози) та 3 котла, що працювали на відходах переробки деревини. Один з содорегенераційних котлів, здатний спалювати 7 тисяч тон на добу, певний час був найпотужнішим у світі (ще два котли могли приймати по 3800 тон, а один 3300 тон чорного натру на добу). 
Частина виробленої пари використовується для живлення турбін загальною потужністю 535 МВт. Спершу разом із запуском комбінату почали роботу постачені компанією Mitsubishi одна конденсаційна турбіна потужністю 27,5 МВт та дві турбіни із протитиском по 53,8 МВт. Далі в 1998, 1999 та 2002 роках запустили  три турбіни із протитиском потужністю по 100 МВт від ABB (втім, одна з них може працювати і у конденсаційному режимі). Нарешті, у 2008-му додали турбіну з таким саме показником 100 МВт від Siemens, яка може працювати як в режимі протитиску, так і у конденсаційному.
Наприкінці 2010-х на майданчику станції стала до ладу ще одна парова турбіна із протитиском від Mitsubishi Hitachi потужністю 97 МВт.
Існують дані, що на початку 2020-х велись роботи над підсиленням енергетичного господарства за рахунок двох парових турбін – із протитиском потужністю 135 МВт від китайської Dongfang та конденсаційної потужністю 340 МВт від Siemens.
Як допоміжне паливо станція використовує природний газ, який надходить до регіону по трубопроводу Гріссік – Дурі.
Надлишки виробленої електроенергії можуть постачатись зовнішнім споживачам.